# Jochen Horst
Jochen Horst (ur. 7 września 1961 w Osnabrück) – niemiecki aktor teatralny, telewizyjny i filmowy.

## Życiorys

### Wczesne lata
Po ukończeniu college’u i treningu aktorskim w Grazu w Austrii, w 1986 studiował w Music Academy of Perfoming Arts i grał w różnych teatrach niemieckich. Ze względu na jego dwujęzyczne wychowanie (jego dziadek pochodzi z Chicago), udał się do Londynu, by pogłębić różne techniki aktorskie w Lee Strasberg Institute. 

### Kariera
Początkowo gościł na szklanym ekranie w serialach, m.in. Derrick (1985, 1986) czy Dziedzictwo Guldenburgów (Das Erbe der Guldenburgs, 1986-87), oraz filmach telewizyjnych RTL, takich jak Głos mordercy (Die Stimme des Mörders, 1996) czy Sexfalle (Die Sexfalle, 1997). W 1989 roku został nagrodzony OE Hasse-Award, najbardziej prestiżową nagrodę dla najlepszego debiutanta w teatrze w Niemczech, i Grimme Award dla najlepszego aktora w 1996 roku i w następnych latach zdobył kilka nominacji do nagród za jego twórczość filmową. 
Sławę zyskał jako komisarz Stefan Balko w serialu Balko (1995–98), za którą został uhonorowany nagrodą Adolf Grimme Award (1996). Był gwiazdą pierwszej edycji programu RTL Let’s Dance (Niemcy) (2006) i z Sofią Bogdanovą zajął szóste miejsce. Przebywał  przez wiele lat w Londynie i Australii, pracował na planie filmowym we Włoszech, Anglii i Francji.

### Życie prywatne
W latach 1995–2000 był żonaty z Anouschką Renzi, z którą ma córkę. 8 listopada 2002 poślubił modelkę Tinę Ciamperlę, z którą ma dwójkę dzieci.

## Filmografia

### Filmy fabularne
- 1993: Cementowy ogród (The Cement Garden) jako Derek, przyjaciel Julie
- 1993: Dzieci swinga (Swing Kids) jako Prelegent na H.J. Rally
- 1996: Głos mordercy (Die Stimme des Mörders, TV) jako Claus Heintzen
- 1997: Sexfalle (Die Sexfalle, TV) jako Stephan Reedmann
- 2003: Luter (Luther) jako profesor Andreas Karlstadt
- 2009: Sehnsucht nach Neuseeland (TV) jako Douglas Lancaster

### Seriale TV
- 1985: Derrick
- 1986: Der Alte jako Peter Köhler
- 1986: Derrick jako Manuel
- 1986-87: Dziedzictwo Guldenburgów (Das Erbe der Guldenburgs) jako Alexander von Guldenburg
- 1988: Derrick jako Bernd Druse
- 1989: Derrick jako Jürgen Hässler
- 1990: Derrick jako Kurt Schenk
- 1993: Snowy jako Wolfie Heimer
- 1994: Derrick jako Werner Godel
- 1995–98: Balko jako komisarz Stefan Balko
- 2001: Tatort jako Peter Forster
- 2002: SOKO Kitzbühel jako Franzach
- 2002: Bella Block jako Krambeck
- 2003: P.O.W. jako Rumsfeld
- 2004: Piękna królowa (Beauty Queen) jako Oskar Seeberg
- 2004: SOKO Köln jako Ludwig Heil
- 2004: Neron - władca imperium (Nero) jako Etius
- 2007: Inga Lindström jako Per Nordenfeldt
- 2009: Rosamunde Pilcher jako Nicholas McDermott
- 2010: Telefon 110 (Polizeiruf 110) jako Martin Becker
- 2010: Rosamunde Pilcher jako Malcolm Caplain
- 2013: Kobra – oddział specjalny (Alarm für Cobra 11) jako Martin Flessing
- 2015–2016: Rote Rosen jako Arthur Burgstett